# Земетчино
Земе́тчино (рос. Земетчино) — селище міського типу, адміністративний центр Земетчинського району Пензенської області, Росія.
Населення — 10772 особи (2010; 12088 у 2002).